# Morgan Tsvangirai
Morgan Tsvangirai, född 10 mars 1952 i Gutu i provinsen Masvingo, död 14 februari 2018 i Johannesburg i Sydafrika, var en zimbabwisk politiker och partiledare för Mugabe-kritiska Rörelsen för demokratisk förändring (MDC).
Tsvangirai var president Robert Mugabes huvudmotståndare i 2008 års val och ledde MDC till seger i parlamentsvalet samma år. Den 11 februari 2009 tillträdde han som Zimbabwes premiärminister i en koalitionsregering. 2013 avskaffade Mugabe posten som premiärminister. Tsvangirai dog av tjocktarmcancer.

## Liv och karriär

### Uppväxt och ungdom
Morgan Tsvangirai växte upp med åtta syskon i byn Nerutanga i östra Zimbabwe. Eftersom han var äldste son och visade intresse för studier bekostade familjen hans skolutbildning till strax under universitetsnivå. Efter skolgången fick Tsvangirai inget arbete som motsvarade hans utbildning, utan han tog till slut tjänst som städare på en textilfabrik i Mutare och avancerade till vävare. Senare anställdes han vid nickelgruvan i Bindura i nordöstra Zimbabwe, där han blev förman vid 26 års ålder.

### Fackligt engagemang
Tsvangirai började sitt fackliga engagemang i textilarbetarfacket. Under sitt arbete vid nickelgruvan blev han fackordförande. Karriären fortsatte med att han 1985 utsågs till vicepresident i gruvarbetarfacket och flyttade till huvudstaden Harare. 1988 kulminerade den fackliga karriären när han valdes till generalsekreterare i landsorganisationen Zimbabwe Congress of Trade Uninions ZCTU.
Under 1990-talet konfronterades ZCTU med Zimbabwes regering angående ett ekonomiskt återhämtningsprogram. Höjda matpriser och sänkta gruvarbetarlöner ledde till protester, och 1993 organiserade Tsvangirai Zimbabwes dittills största strejk med 150 000 deltagande. I samband med det utsattes han för ett mordförsök då åtta män tog sig in på hans kontor, slog honom blodig och försökte kasta ut honom genom fönstret på tionde våningen. Tsvangirai ansåg sig kunna peka ut en av männen men polisen följde inte upp händelsen.

### Politiskt engagemang
När det politiska partiet Rörelsen för demokratisk förändring MDC bildades av ZCTU vid ett massmöte på Rufarostadion i Harare 1999 valdes Morgan Tsvangirai till partiledare. Året efter drev han som ledare för MDC nej-kampanjen mot ett lagförslag som skulle göra den sittande presidenten Robert Mugabe till livstidspresident. 2002 ställde Tsvangirai upp som kandidat i presidentvalet men förlorade mot Mugabe. I första valomgången i 2008 års val erhöll Morgan Tsvangirai 47,9 procent av rösterna enligt Zimbabwes valmyndighet varför en andra valomgång måste hållas. Detta bestreds av MDC som hade beräknat antalet röster för Morgan Tsvangirai till 50,3 procent och därför ansåg att han var presidentvalets segrare. Trots detta valde Morgan Tsvangirai att ställa upp i en andra valomgång men meddelade den 22 juni 2008 att han drog sig ur på grund av våldsvågen innan valet . Efter flera månaders förhandling tecknades måndagen 15 september 2008 ett avtal mellan Robert Mugabe och oppositionen om att bilda samlingsregering. Enligt avtalet skulle Mugabe fortsätta som president medan Tsvangirai skulle bli premiärminister och leda ett ministerråd. Under sitt första framträdande som regeringschef uppmanade Tsvangirai Zanu-PF och MDC att ena Zimbabwe och låta motsättningarna tillhör det förflutna.
Den 11 februari 2009 installerades Morgan Tsvangirai som premiärminister i Zimbabwe. Han delade styret med presidenten Robert Mugabe. Sedan Tsvangirai och övriga MDC ministrar tillträdde stabiliserades den kollapsade ekonomin genom att övergå till utländsk valuta. Inflationen stoppades därmed och Zimbabwe var långsamt på väg mot återhämtning. Utländska observatörer berömde den nya regeringens ekonomiska bedrifter. År 2013 avskaffade dock Mugabe posten som premiärminister och koalitionsregeringen upplöstes.
Tsvangirai blev ett flertal gånger arresterad för sin politiska aktivitet, bland annat den 11 mars 2007 då han misshandlades svårt av polisen. Den 23 januari 2008 arresterades han i samband med att polisen avsåg att hindra honom från att genomföra politiska möten.

## Politisk profil
Vid tiden för Zimbabwes självständighet var Morgan Tsvangirai en hängiven beundrare av Robert Mugabe som han såg som en förgrundsgestalt i befrielsekampen. Under sitt tidiga fackliga engagemang beskrev sig Tsvangirai fortfarande som marxist men började ändå bryta med Mugabe till följd av statens behandling av arbetarna och motstånd mot facklig självständighet. Senare i livet beskrev Tsvangirai sig som liberal socialist och förespråkade marknadsekonomi med sociala skyddsinsatser för landets fattiga.

## Privatliv
Tsvangirai var från 1978 gift med den jämngamla Susan Nyaradzo, med vilken han fick sex barn. Hon omkom 6 mars 2009 i en kollision med lastbil, kort efter det att Tsvangirai utsetts till regeringschef. Morgan Tsvangirai skadades själv i olyckan. Den 5 april samma år meddelades att även tvåårige sonsonen Sean omkommit i en drunkningsolycka i hemmet. Båda händelserna har försökts tillskrivas Mugabes anhängare.